# Никита Дениз
Дениса Балажова (родилась 25 июля 1976 года, чеш. Denisa Balážová, больше известная как Никита Дениз англ. Nikita Denise) — словацкая порноактриса

 и порнорежиссёр

.

## Биография
Никита родилась в Чехословакии. В 1998 году Дениз переехала из Словакии в Торонто, где зарабатывала в основном показами мод и танцами в стриптиз-клубах. Известно, что в Торонто Дениз была замужем. В порноиндустрию Дениз попала после случайной встречи с Джилл Келли, которая дала Никите телефон рекрутингового агента Джима Сауса. В результате Дениз переехала в Лос-Анджелес, и в 2000 году состоялась её первая съёмка в порно-сцене: совместно с актёром Дилланом Дэем (англ. Dillon Day) в фильме «North Pole 13»).
В 2002 году, когда на счету Дениз было участие в 200 порнофильмах, Никита становится победительницей AVN Award в номинации Лучшая актриса года. В том же 2002 году (6 августа) Никита Дениз принимала участие в шоу Говарда Стерна (The Howard Stern Show).
В 2004 году Никита Дениз объявила о своем желании приостановить участие в съёмках и заняться чем-нибудь другим.
В 2006 году вышел фильм «Nikita’s Extreme Idols», режиссёрский дебют Дениз.
После трёхлетнего перерыва Никита вернулась в бизнес в роли порноактрисы.
По данным на 2019 год, Никита Дениз снялась в 491 порнофильмах.

## Премии и номинации
- Лауреат AVN Award 2002 года в номинации Актриса года (Female Performer of the Year)[5].
- Лауреат AVN Award 2002 года в номинации Лучшая групповая сцена (Best Group Sex Scene — video) за видео «Succubus» (совместно с Бриджитт Керковой, Авой Винсент, и другими)[5].
- Лауреат AVN Award 2003 года в номинации Лучшая парная сцена (Best Sex Scene Coupling — film) за фильм «Les Vampyres 2»[12].
- Лауреат AVN Award 2003 года в номинации Лучшее лесбийское порно (Best All-Girl Sex Scene — video) за видео «I Dream of Jenna» (совместно с Дженной Джеймсон и Отем Остин)[12].
- Номинант AVN Award 2008 года в номинации Лучшая групповая сцена — видео (Best Group Sex Scene—Video) за видео «I Dream of Jenna 2» (совместно с Дженной Джеймсон, Белладонной, Авророй Сноу, Синди Кроуфорд, Кортни и Т. Т. Боем).
- В 2016 году стала участницей Зала славы AVN[13].